# Слабий Олег Богданович
Олег Богданович Слабий (нар. 21 червня 1965, м. Тернопіль, Україна) — український вчений у галузі медицини. Доктор медичних наук (2019), професор (2019) кафедри оперативної хірургії та клінічної анатомії, проректор з науково-педагогічної роботи та соціальних питань Тернопільського національного медичного університету імені І. Я. Горбачевського.

## Життєпис
Закінчив із відзнакою Тернопільський державний медичний інститут за спеціальністю «Лікувальна справа» у 1989 році.
Від 1989 року працює у Тернопільському медичному університеті: клінічний ординатор кафедри патологічної анатомії з курсу судової медицини (1989), старший лаборант кафедри оперативної хірургії з топографічною анатомією (1989—1990), асистент-стажист (1990—1991), асистент (1991—1997), старший викладач (1997—2002), доцент (2002—2019). 
Від 2019 року — професор кафедри оперативної хірургії та клінічної анатомії, проректор з науково-педагогічної роботи і соціальних питань ТНМУ.
Дружина Уляна Степанівна — доцент кафедри внутрішньої медицини № 2 ТНМУ.

## Наукова діяльність
У 1995 році захистив кандидатську дисертацію «Морфофункціональна характеристика жовчного русла печінки в умовах експериментального холестазу і різних способів його корекції».
У 2018 році захистив докторську дисертацію «Особливості ремоделювання камер та судинного русла серця при гіпертензії у малому колі кровообігу в залежності від типів кровопостачання, гемодинаміки та вегетативної регуляції серцевого м'яза».
Член Вченої ради ТНМУ.
Сфера наукових зацікавлень: дослідження компенсаторно-пристосувальних процесів в організмі при гіперензії у малому колі кровообігу.
Автор і співавтор 182 публікацій, з них 4 навчальних посібників (3 — англійською мовою); 10 патентів на винаходи і корисну модель.

### Окремі праці
- Hnatiuk M.S. ,Slabyi O.B., Tatarchuk L.V. ,Pokhodun K.A. Mastering endoscopic surgery scills by surgeons — Медична освіта, 2020.
- Слабий О. Б. Морфофункціональна перебудова венозного русла передсердь легеневого серця — Здобутки клінічної та експериментальної медицини, 2017.
- Slabyi O. B. Morphogenesis of postresection of cor pulmonale — Шпитальна хірургія. Журнал імені Л. Я. Ковальчука, 2017.
- Слабий О. Б. Кількісна морфологія гіпертрофованого серця — Вісник наукових досліджень, 2017.